# Серафин
„Серафин“ (на френски: Séraphine) е френско-белгийски биографичен филм от 2008 година на режисьора Мартен Провост по негов сценарий в съавторство с Марк Абделнур.
Филмът разказва за последните десетилетия от живота на Серафин Луи, самоука художничка от Пикардия, чието изкуство е случайно открито от германския колекционер Вилхелм Уде. Сблъсквайки се с неочаквания успех, последван бързо от финансови трудности по време на Голямата депресия, тя губи разсадъка си и прекарва последните си години в лудница. Главните роли се изпълняват от Йоланд Моро, Улрих Тукур, Ан Бенент.
„Серафин“ печели 7 награди „Сезар“, включително за най-добър филм, а Йоланд Моро е номинирана за Европейска филмова награда за най-добра актриса.